# General Enrique Godoy
General Enrique Godoy is een plaats in het Argentijnse bestuurlijke gebied General Roca in de provincie Río Negro. De plaats telt 3.823 inwoners.